# 相生駅 (岐阜県)
相生駅（あいおいえき）は、岐阜県郡上市八幡町相生にある、長良川鉄道越美南線の駅である。駅番号は24。

JRのみならず日本の駅を五十音順に並べると、同名駅である兵庫県の相生駅（JR西日本）、同音異字駅である群馬県の相老駅（わたらせ渓谷鐵道・東武鉄道）と共に1番先頭となる

## 歴史
- 1929年（昭和4年）12月8日：鉄道省越美南線深戸駅 - 郡上八幡駅間開通時に、美濃相生駅（みのあいおいえき）として開設。旅客・貨物取扱開始[1][2]。当初は有人駅であった。
- 1974年（昭和49年）
  - 10月1日：貨物取扱廃止[2]。
  - 12月1日：荷物扱い廃止[5]、無人駅化[3]。
- 1986年（昭和61年）12月11日：越美南線が長良川鉄道へ転換、同社の駅となる[1][2]。同時に相生駅（あいおいえき）に改称[1][2]。

## 駅構造

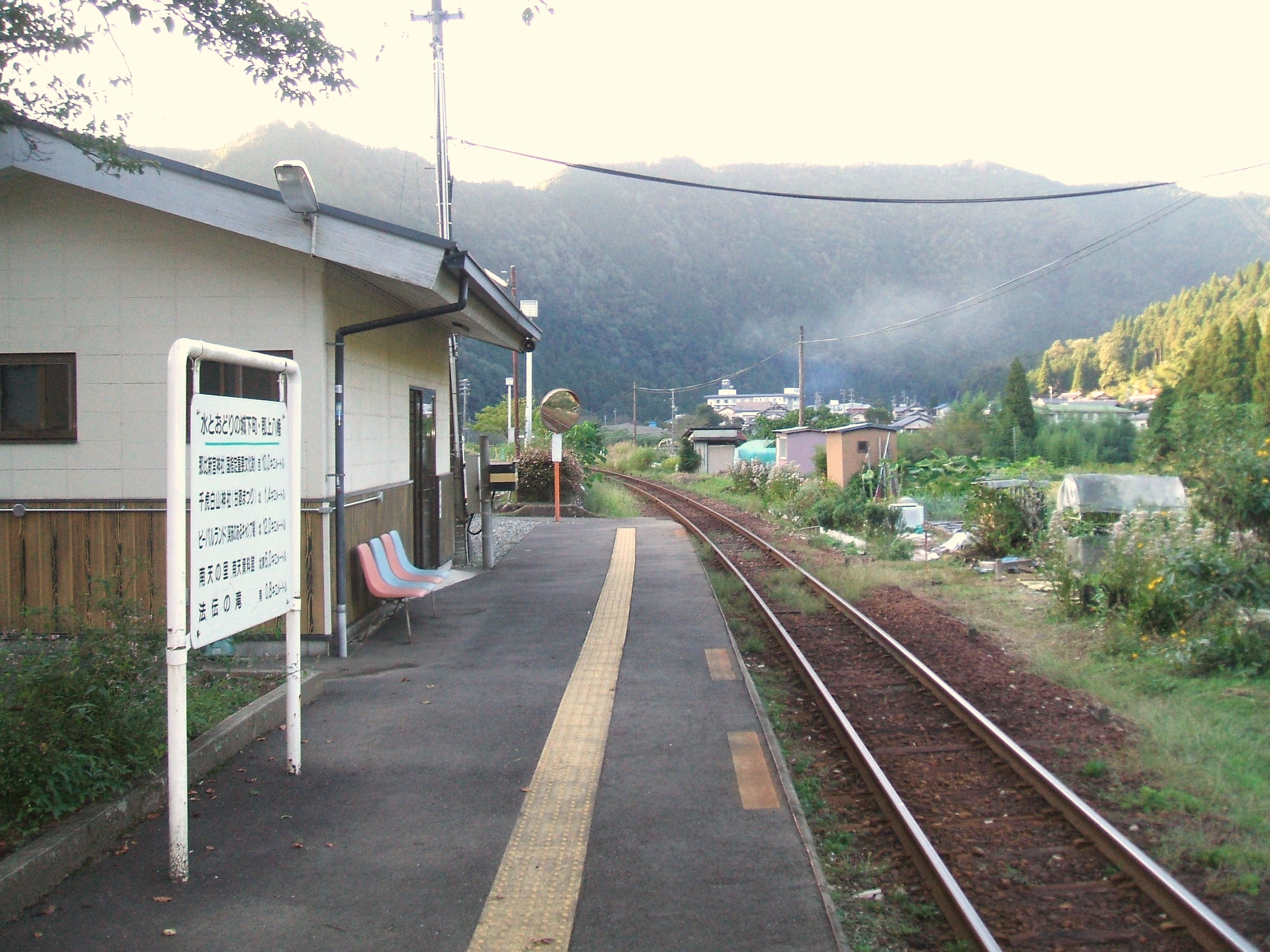
ホーム（北濃方面を見る）

単式ホーム1面1線を有する地上駅。駅舎がある他、敷地内にトイレと駐輪場も設置されている。
無人駅。自動券売機は設置されていない。

## 利用状況
| 年度               | 1日平均乗車人員 | 1日平均乗車人員 |
| ------------------ | --------------- | --------------- |
| 2011年（平成23年） | 45              |                 |
| 2012年（平成24年） | 41              |                 |
| 2013年（平成25年） | 32              |                 |
| 2014年（平成26年） | 32              |                 |
| 2015年（平成27年） | 31              |                 |

## 駅周辺
- 郡上市立八幡西中学校
- 郡上市立相生小学校：学校は駅前にあるが、校門までは公道を遠回りする必要がある（駅から学校まで最短距離で結ぶ公道は通っていない）。
- 相生郵便局
- JAめぐみの相生
- 郡上八幡ランド温泉ホーセン郡上温泉
- 国道156号
- 国道256号
- 岐阜県道61号大和美並線

### バス路線
郡上市自主運行バス
- 相生線 八幡駅経由 郡上市役所行 / 宇留良行 （1日2往復、平日のみ運行）

※ 時期によって経路が異なる。4月1日 - 9月30日は駅西の「中山城跡下」か駅南の「中山」を、10月1日 - 3月31日までは駅南の「中山」か「相生農協前」を利用することとなる。

## 隣の駅
長良川鉄道
■越美南線
深戸駅（23） - 相生駅（24） - 郡上八幡駅（25）

### 「あいおい」と読む他の駅
- 相老駅 - 東武桐生線、わたらせ渓谷鐵道わたらせ渓谷線の駅
- 相生駅 (兵庫県) - JR西日本山陽新幹線・山陽本線・赤穂線の駅